# 莫內特 (堪薩斯州)
莫內特（Monett）為美國堪薩斯州學托擴縣的一座非建制地區。

## 歷史
郵政局於1882年10月10日在芒特弗農（Mount Vernon，已不存在的城鎮）開設，但在1887年12月9日時搬遷至此社區，之後持續營運直到1918年3月15日裁撤。